# Prozimeter
Prozímeter (prosimetrum, mn. prosimetra) je pesniška skladba, ki uporablja kombinacijo proze (prosa) in verza (metrum); zlasti gre za besedilo, sestavljeno iz izmeničnih odsekov proze in verza. Pogosto se pojavlja v zahodni in vzhodni književnosti. Medtem ko lahko pripovedni prozimeter na eni strani zajema zgodbo v prozi z občasnim prepletom verzov, na drugi pa verz z občasnimi razlagami v prozi, sta v pravem prozimetru obe obliki zastopani bolj enakovredno. Včasih se razlikuje med besedili, v katerih prevladuje verz, in tistimi, v katerih prevladuje proza; tam se uporabljata izraza prozimeter in verziproza.

## Uporaba izraza
Izraz prozimeter je prvič omenjen v Rationes dictandi Huga Bolonjskega v začetku 12. stoletja. Viri se razlikujejo glede datuma: eden meni, da okoli leta 1119, drugi pa, da okoli leta 1130. Hugo je metrično skladbo razdelil na tri vrste: kvantitativni verz (carmina), verz, ki temelji na številu zlogov in asonanci (rithmi), in »mešano obliko ... ko je del izražen v verzu, del pa v prozi« (prosimetrum). Izpeljani pridevnik prozimetričen (prosimetrical) se v angleščini pojavi že v Glossographii Thomasa Blounta (1656), kjer je opredeljen kot »sestavljen deloma iz proze, deloma iz metere ali verza«.
Dela, kot so zgodovinske kronike in letopisi, ki citirajo poezijo, ki so jo prej napisali drugi avtorji, na splošno ne veljajo za »prave« prozimetre. V staronorveško-islandski tradiciji pa so ljudske zgodovine in družinske sage, ki citirajo verze drugih avtorjev, splošno sprejete kot prozimetre. Citirani ali »vstavljeni« verzi so znana značilnost daljših zgodovinskih besedil tudi v staroirski in srednjeirski tradiciji. Vloga takih citatov verzov v prozni pripovedi je različna; lahko so uporabljeni kot zgodovinski vir, navedeni kot dejanska potrditev dogodka ali pa jih recitira lik kot dialog.

## Primeri
- Satirikon (ok. 1. stoletje), Petronij[2]
- Mahabharata (ok. 4. stoletje?)[2]
- Maqamat Badi' az-Zaman al-Hamadhani (4. stoletje)[12]
- O utehi filozofije (ok. 524), Boetij[2]
- One Thousand and One Nights (ok. 8. stoletje?)[13]
- De rectoribus christianis (9. stoletje), Sedulij Skot
- The Ring of the Dove (ok. 1022), Ibn Hazm
- Cosmographia (ok. 1147), Bernard Silvester[2]
- Acallam na Senórach (ok. 12. stoletje)[14]
- Buile Shuibhne (ok. 12. stoletje)[15]
- Pantheon (1188), Godfrej Viterbski
- Gesta Danorum (ok. 1208), Saxo Grammaticus
- Aucassin et Nicolette (ok. 13. stoletje)[2]
- The Secret History of the Mongols (ok. 13. stoletje)[16]
- Novo življenje (ok. 1295), Dante Alighieri[2]
- Eyrbyggja saga (ok. 13. stoletje)[17]
- Grettis saga (ok. 14. stoletje)[18]
- Arcadia (1504), Jacopo Sannazaro
- Diana (1559), Jorge de Montemayor
- The Countess of Pembroke's Arcadia (1590), Philip Sidney
- The Lover's Watch (1686), Aphra Behn (prevod La Montre d'amour [1666], Balthazar de Bonnecorse)
- Oku no Hosomichi (1694), Macuo Bašō[19]
- Spring and All (1923), William Carlos Williams
- In Parenthesis (1937), David Jones[20]
- Pale Fire (1962), Vladimir Nabokov[21]